# Arnold Heymerick
Arnold Heymerick (auch Arnold Heimerik, eigentlich Arnold Brunekin; * vor 1424 in Kleve; † 30. Juli 1491 in Xanten) war ein deutscher Abbreviator und Domdechant.

## Leben
Der vor 1424 in Kleve geborene Arnold Heymerick wurde ab 1430 bei den Fraterherren in Deventer ausgebildet und war seit 1434 in Köln immatrikuliert. Ab 1437 war Heymerick an der Römischen Kurie tätig, wo er päpstlicher Abbreviator wurde. 1459 wurde Heymerick Dekan der Stiftskirche St. Viktor in Xanten, wo er 1491 verstarb und beim Südportal derselben bestattet wurde.

## Schriften (Auswahl)
- Schriften. Herausgegeben von Friedrich Wilhelm Oediger. Hanstein, Bonn 1939
- Die goldene Rose des Herzogs Johann von Kleve: Der Bericht Arnold Heymericks von der Überreichung der goldenen Rose im Jahr 1489. Herausgegeben und übersetzt von Dieter Scheler. Stadtarchiv, Kleve 1992